# 폴링 (영화)
《폴링》(영어: The Falling, '더 폴링')은 2014년 공개된 영국의 미스터리 영화이다. 감독은 캐럴 몰리이고 메이지 윌리엄스, 플로렌스 퓨, 맥신 피크, 모니카 돌런, 그레타 스카키, 매슈 베인턴이 출연한다. 1969년의 여학교를 배경으로 두 소녀의 우정을 다루고 있다. 2014년 10월 런던 영화제에서 상영되었고 이후 제한적 상영으로 극장에 공개되었다.

## 줄거리
1969년 영국의 한 여학교를 배경으로, 절친인 리디아와 애비의 이야기가 펼쳐진다. 소외된 삶을 살던 리디아는 애비에게 강한 집착을 느끼고, 성적인 호기심을 갖기 시작한다. 애비는 임신 사실을 숨기기 위해 리디아의 오빠 케네스와 관계를 맺은 후, 갑자기 실신 발작을 일으키다 사망한다. 애비의 죽음 이후, 리디아는 물론 학교의 여러 여학생과 젊은 교사에게서 원인 불명의 집단 실신 현상이 나타나기 시작한다. 리디아는 학교 측에 적극적인 조치를 요구하지만 학교는 미온적인 태도를 보인다.
대규모 실신 사태로 학교는 일시적으로 폐쇄되고, 실신한 학생들은 병원에 입원해 정신 분석을 받는다. 하지만 원인을 찾지 못한 채 학교는 다시 문을 열고, 리디아는 퇴학당한다. 혼란스러운 와중에 리디아는 애비의 죽음 이후 끌리던 오빠 케네스와 성관계를 갖게 되고, 이 장면을 목격한 어머니는 격분한다. 어머니는 리디아와 케네스가 이복남매라는 사실과 리디아가 강간으로 태어났다는 충격적인 비밀을 밝힌다.
엄마의 고백에 충격을 받은 리디아는 집을 뛰쳐나가고, 16년 만에 처음으로 집 밖으로 나온 어머니는 딸을 찾아 헤맨다. 어머니는 과거의 강간 트라우마를 떠올리며 괴로워하고, 결국 학교 근처 나무 위에서 애비의 죽음을 슬퍼하는 리디아를 발견한다. 어머니는 리디아에게 내려오라고 애원하지만 리디아는 냉담한 엄마를 비난하며 발을 헛디뎌 나무에서 떨어져 호수에 빠진다. 딸이 죽었다고 생각한 어머니는 그동안 자신의 무관심이 딸에게 큰 상처를 줬음을 깨닫고 오열한다. 그러나 리디아는 극적으로 의식을 되찾고, 두 사람은 서로를 부둥켜안은 채 화해하며 영화는 막을 내린다.

## 출연진
- 메이지 윌리엄스 - 리디아 러몬트
- 맥신 피크 - 아일린 램
- 모니카 돌런 - 미스 아랍로
- 그레타 스카키 - 미스 맨틀
- 매슈 베인턴 - 미스터 홉킨스
- 플로렌스 퓨 - 애비게일 모티머
- 조 콜 - 케네스 러몬트
- 모피드 클라크 - 패멀라 샤론
- 로런 매크로스티 - 그웬
- 로즈 케이턴 - 티치

## 같이 보기
- 집단 심인성 질환